# Mexikanische Badmintonmeisterschaft 2012
Die Mexikanische Badmintonmeisterschaft 2012 fand vom 1. bis zum 4. November 2012 in Mexiko-Stadt statt. Es war die 63. Auflage der nationalen Titelkämpfe von Mexiko im Badminton.

## Sieger und Finalisten
| Disziplin    | Gold                            | Silber                           |
| ------------ | ------------------------------- | -------------------------------- |
| Herreneinzel | Lino Muñoz                      | Job Castillo                     |
| Dameneinzel  | Victoria Montero                | Haramara Gaitan                  |
| Herrendoppel | Lino Muñoz Andrés López         | Job Castillo Antonio Ocegueda    |
| Damendoppel  | Cynthia González Nydia González | Valeria Montero Victoria Montero |
| Mixed        | Lino Muñoz Cynthia González     | Antonio Ocegueda Haramara Gaitan |